# Diogo Nunes de Abreu
Diogo Nunes de Abreu, (Covilhã, S.d. 1400 – Castelo Branco, s.d. de 1469), foi juiz em Beja, Cavaleiro da casa do Infante D. Pedro. Comendador Espada de Elvas e Alhos Vedros.

## Biografia
Lutou ao lado do Infante D. Pedro e do seu filho D. Pedro de Coimbra na  Batalha de Alfarrobeira, com a derrota e a morte do Infante D. Pedro, vai para o exílio em Castela com o D. Pedro de Coimbra.
O Rei D. Afonso V retira todos os seus bens e cargos.
Em 1454, Diogo Nunes de Abreu reconcilia-se com o Rei D. Afonso V, regressando a Portugal e recebendo de volta todos os seus bens e cargos. 
Morreu numa viagem para visitar as suas terras na comarca da Covilhã e o seu irmão Bispo de Viseu.

## Brasão de Armas
Um escudo esquartelado com as armas da família Rego [1o e 4o quartéis] e da família Abreu [2o e 3o quartéis]

## Família
Era filho segundo de Diogo Gomes de Abreu, 2.º Senhor de Regalados, e de sua mulher Leonor Viegas do Rego.
Irmãos: Pedro Gomes de Abreu, Vasco Gomes de Abreu, Antão Gomes de Abreu e de D. João Gomes de Abreu ( Bispo de Viseu )
Casado com Beatriz Isabel Lourenço, tiveram 5 filhos: 
Paulo D’Abreu
João Lourenço de Abreu
Beatriz de Abreu casou com João Fernandes do Arco
Álvaro de Abreu
Aldonça Nunes de Abreu